# Transmorfo

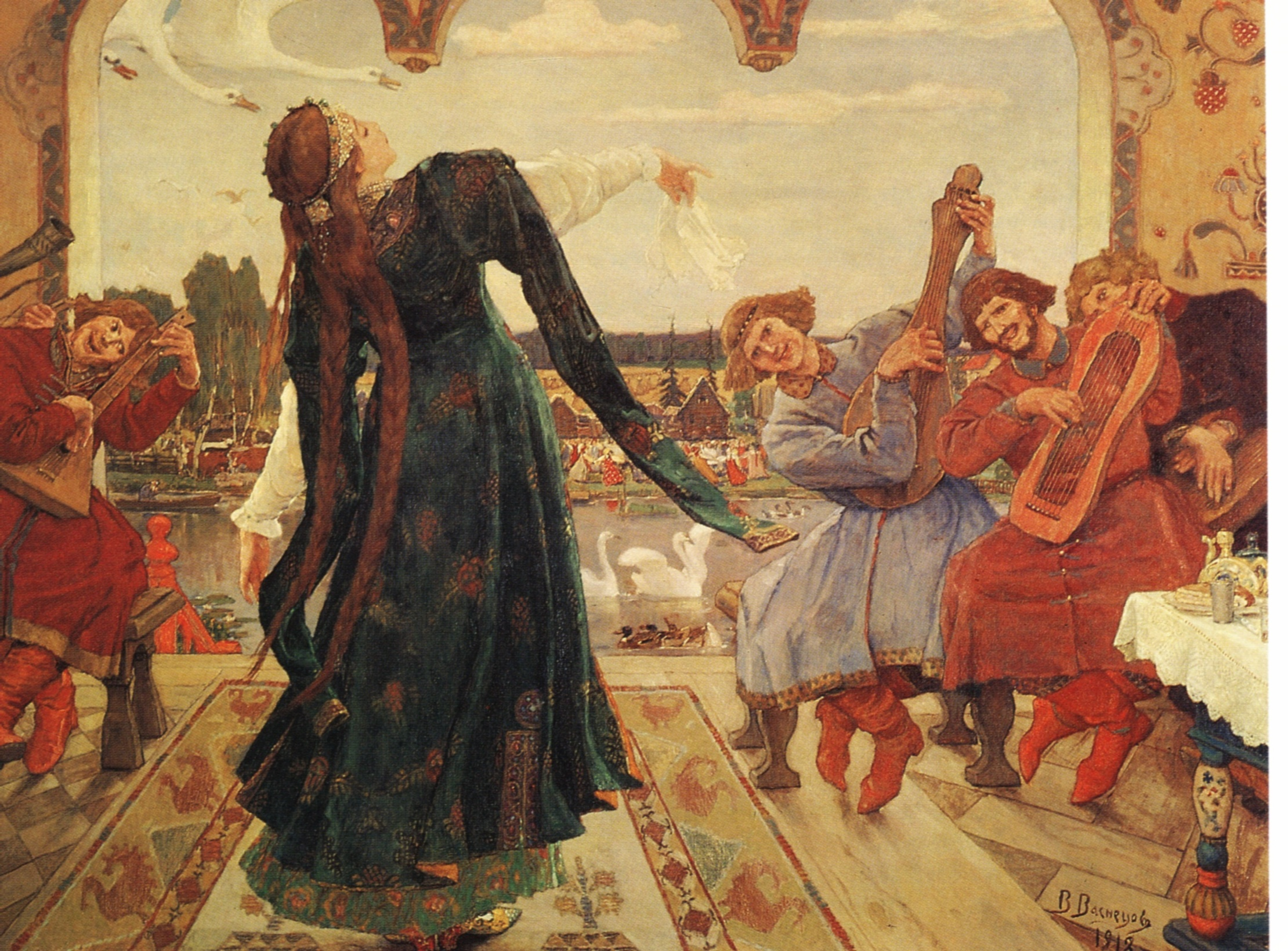
A Princesa Rã, por Viktor Vasnetsov, conta sobre um sapo que se metamorfoseia em uma princesa.

Na mitologia e ficção, um transmorfo, polimorfo, metamorfo, mimetista, multiforme, transfigurador(a) ou ainda troca-formas, mutante ou cambiante (do inglês shape-shifter, mutant e changeling) é um ser capaz de assumir várias formas por meio de metamorfose, transfiguração, transmutação, ou mimetismo, seja essa forma animal, vegetal, humana, sobrenatural, inanimada ou híbrida. Como poder divino ou demoníaco, a mudança de forma está presente em diversas mitologias, incluindo africanas, mesopotâmica, greco-romana, celta, nórdica e hindu, folclores indígenas e asiáticos, e em representações da literatura e cultura popular contemporânea, nestas últimas também se apresentando como uma habilidade alienígena, forjada pela ciência ou até mesmo inata. Tal noção também pode se apresentar em práticas xamânicas e mágicas e é comumente associada com estratagemas de figuras caracterizadas como tricksters (enganadoras/trapaceiras), por exemplo, no caso de Loki.

## Folclore e mitologia
As criaturas que mudam de forma populares no folclore são lobisomens, feiticeiras/os, demônios e vampiros (principalmente de origem europeia, canadense e nativa americana).

No folclore do leste asiático, é comum a figura de entidades metamórficas trapaceiras e do espírito-raposa:
"O espírito de raposa é um metamorfo especialmente prolífico, conhecido como húli jīng (espírito raposa) na China, kitsune (raposa) no Japão e kumiho (raposa de nove caudas) na Coreia. Embora as especificidades dos contos variem, esses espíritos de raposa geralmente podem mudar de forma, muitas vezes assumindo a forma de belas moças que tentam seduzir homens, seja por mera travessura ou para consumir seus corpos ou espíritos."
Também há divindades e espíritos troca-formas de numerosas mitologias, como Loki, o deus nórdico da mentira ou Anhangá, espírito protetor das matas e punidor dos mortos em várias culturas ameríndias. A mudança para a forma de um lobo é especificamente conhecida como licantropia, e as criaturas que passam por essa transformação são chamadas de licantropos. Zoantropia é o termo mais geral para mudanças entre humanos e animais, mas raramente é usado nessa função. Também era comum as divindades transformarem mortais em animais e plantas.
Os navajos têm a lenda dos skin-walkers ou yee naaldlooshii (em navajo: “indivíduo que anda de quatro, engatinhante”), bruxas malignas capazes de se transformarem em animais.
Outros termos para transmorfos animalescos incluem metamorfo, zoomorfo, teriantropo e imitador(a). O prefixo "homem-", vindo da palavra do latim clássico "homo(-inem)" (originalmente epiceno, não masculino) e o sufixo “-isomem”(por analogia com “lobisomem”) também são acrescidos ao nome de animais para designar esse tipo de transmorfos (“homem-leão”, “homem-hiena”, “gatisomem”); e apesar de seu significado atual, são usados para designar transmorfos femininos também.
Embora a ideia popular de um metamorfo seja a de um ser humano(ou humanoide) que se transforma em outro ser humano ou coisa, existem inúmeras histórias sobre animais e objetos que também podem se transformar em pessoas.

### Mitlogia Greco-romana
Um exemplo notório é Proteu, na mitologia grega, narrado como aparecendo sob várias formas na Odisseia; Nono de Panóplis chama-o polytropos (de muitas mudanças) nas Dionisíacas, apropriando o termo usado anteriormente para se referir a Odisseu. Outros deuses que fizeram transfigurações foram Zeus e Dioniso.
Exemplos de metamorfose na literatura clássica incluem muitos exemplos em Metamorphoses de Ovídio, Circe transformando os homens de Odisseu em porcos em A Odisseia de Homero, e Lúcio de Apuleio tornando-se um burro. Proteu era conhecido entre os deuses por sua mudança de forma; Menelau e Aristeu agarraram-no para ganhar informações dele, e só conseguiram porque eles fizeram isso durante suas várias trocas de forma. Nereu disse a Hércules onde encontrar as maçãs das Hespérides pelo mesmo motivo.
A titânide Métis, primeira esposa de Zeus e mãe da deusa Atena, era considerada capaz de mudar sua aparência para qualquer coisa que ela quisesse. Em uma história, ela estava tão orgulhosa, que seu marido, Zeus, a enganou para que se transformasse em uma mosca. Zeus então a engoliu porque temia ter uma criança com ela que fosse mais poderosa do que ele próprio. Métis, no entanto, já estava grávida. Ela permaneceu viva dentro de sua cabeça teve uma filha e construiu uma armadura para ela. O barulho de sua forja fez com que Zeus tivesse dor de cabeça, então Hefesto golpeou sua cabeça com um machado. Atena saltou da cabeça de seu pai, totalmente crescida e com uma armadura de batalha.
Os Filhos de Lir foram transformados em cisnes nos contos irlandeses
Na mitologia grega, a transformação costuma ser uma punição dos deuses aos humanos que os cruzaram.
- Zeus transformou o rei Licaão e seus filhos em lobos(daí a palavra licantropia) como punição por matar os filhos de Zeus ou servir-lhe a carne do próprio filho assassinado de Licaão, Níctimo, dependendo da versão exata do mito.
- Ares designou Alectrião para vigiar os outros deuses durante seu caso com Afrodite , mas Alectrião adormeceu, levando à sua descoberta e humilhação naquela manhã. Ares transformou Alectrião em um galo, que sempre canta para sinalizar o amanhecer.
- Deméter transformou Ascálafo em um lagarto por zombar de sua tristeza e sede durante a busca por sua filha Perséfone. Ela também transformou o rei Linco em um lince por tentar assassinar seu profeta Triptólemo.
- Atena transformou Aracne em uma aranha por desafiá-la como tecelã e/ou tecer uma tapeçaria que insultava os deuses. Ela também transformou Nictímene em uma coruja, embora neste caso tenha sido um ato de misericórdia, já que a garota queria se esconder da luz do dia por vergonha de ser estuprada pelo pai.
- Ártemis transformou Acteon em um cervo por espionar seu banho, e ele foi mais tarde devorado por seus próprios cães de caça.
- Galanthis foi transformado em uma doninha ou gato após interferir nos planos de Hera para impedir o nascimento de Hércules .
- Atalanta e Hipomene foram transformados em leões após fazerem amor em um templo dedicado a Zeus ou Cibele.
- Io era uma sacerdotisa de Hera em Argos, uma ninfa que foi estuprada por Zeus, que a transformou em uma novilha para escapar da detecção.
- Hera castigou o jovem Tirésias transformando-o em mulher e, sete anos depois, novamente em homem.
- O rei Tereu, sua esposa Procne e sua irmã Filomela foram todos transformados em pássaros(uma poupa, uma andorinha e um rouxinol, respectivamente), depois que Tereu estuprou Filomela e cortou sua língua, e em vingança ela e Procne serviram a carne de seu assassinado filho Itis(que em algumas variantes é ressuscitado como um pintassilgo).

Enquanto os deuses gregos podiam usar a transformação punitivamente- como Medusa, transformada em monstro por ter relações sexuais(estuprada na versão de Ovídio) com Posídon no templo de Atenas- ainda mais frequentemente, os contos que a usam são de aventura amorosa. Zeus se transformou repetidamente para se aproximar dos mortais como um meio de obter acesso:
- Dânae como uma chuva de ouro
- Europa como um touro
- Leda como um cisne
- Ganímedes, como uma águia
- Alcmena como seu marido Anfitrião
- Hera como uma cuco
- Leto como uma codorna
- Sêmele como um pastor mortal
- Io, como uma nuvem
- Nêmesis (Deusa da retribuição) se transformou em um ganso para escapar dos avanços de Zeus, mas ele se transformou em um cisne. Mais tarde, ela deu à luz o ovo em que Helena de Tróia foi encontrada.

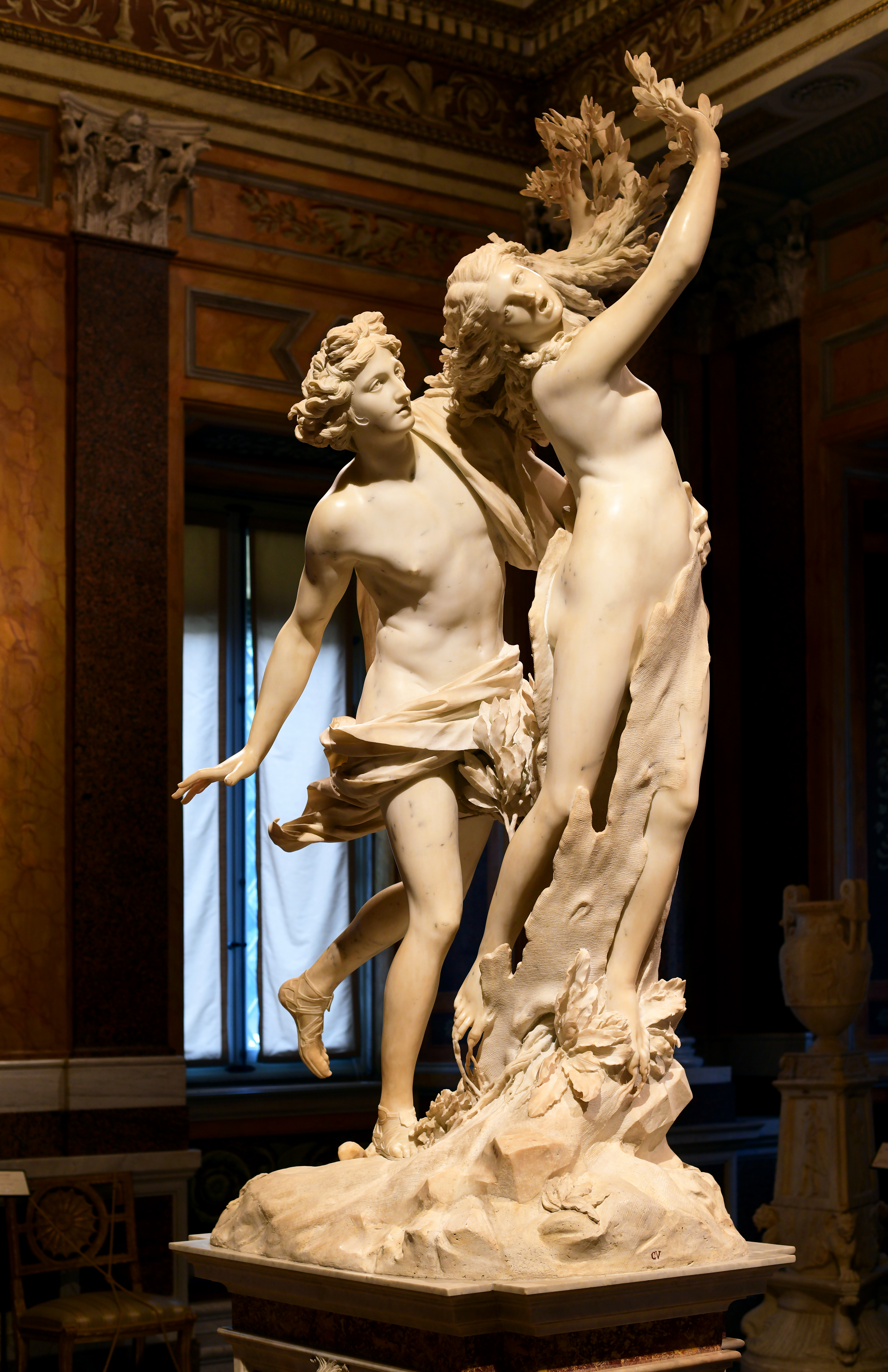
Gianlorenzo Bernini. Apolo perseguindo uma Dafne relutante que se transforma em uma árvore de louro

Vertumno se transformou em uma velha para conseguir entrar no pomar de Pomona; lá, ele a convenceu a se casar com ele.
Em outras histórias, a mulher apelou a outros deuses para protegê-la de estupro e foi transformada (Daphne em louro, Cornix em corvo). Ao contrário da mudança de forma de Zeus e de outros deuses, essas mulheres foram permanentemente metamorfoseadas.

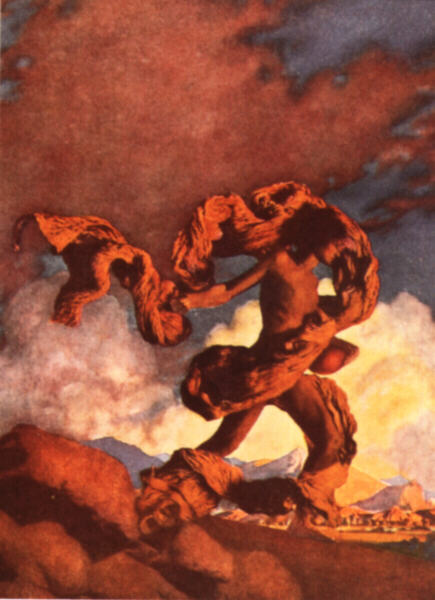
"Cadmo Semeando o Dente do Dragão" por Maxfield Parrish

Em um conto, Deméter se transformou em uma égua para escapar de Poseidon, mas Poseidon se transformou em um garanhão para persegui-la e teve sucesso no estupro. Caenis, tendo sido estuprada por Poseidon, exigiu dele que ela fosse transformada em um homem. Ele concordou, e ela se tornou Caeneus, uma forma que nunca perdeu, exceto, em algumas versões, após a morte.
Como recompensa final dos deuses por sua hospitalidade, Baucis e Philemon foram transformados, ao morrer, em um par de árvores.
Em algumas variantes do conto de Narciso, ele é transformado em uma flor de narciso.
Às vezes, as metamorfoses transformavam objetos em humanos. Nos mitos de Jasão e Cadmo, uma tarefa atribuída ao herói era semear dentes de dragão; ao serem semeados, eles se metamorfoseariam em guerreiros beligerantes, e ambos os heróis tiveram que jogar uma pedra para enganá-los a lutar um contra o outro para sobreviver. Deucalião e Pirra repovoaram o mundo após uma enchente, jogando pedras atrás deles; eles foram transformados em pessoas. Também se sabe que Cadmo também se transformou em dragão ou serpente no final de sua vida. Pigmalião se apaixonou por Galateia, uma estátua que ele havia feito. Afrodite teve pena dele e transformou a pedra em uma mulher viva.

### Inglaterra e Irlanda
Fadas, magos e bruxas eram todas conhecidas por sua habilidade de metamorfose. Nem todas as fadas podiam mudar de forma, e algumas estavam limitadas a mudar seu tamanho, como com as spriggans, e outras para algumas formas e outras fadas podem ter apenas a aparência de mudar de forma, por meio de seu poder, chamado de "glamour", para criar ilusões. Mas outros, como o Hedley Kow , podiam mudar para muitas formas, e tanto seres humanos quanto magistas sobrenaturais eram capazes de fazer essas mudanças e/ou infligí-las a outros.
As bruxas podiam se transformar em lebres e, dessa forma, roubar leite e manteiga.
Muitos contos de fadas britânicos, como Jack the Giant Killer e The Black Bull of Norroway, apresentam metamorfose.

#### Mitologia celta
Na mitologia celta, a mudança de aparências e transformação está associada a druidas e feitios bárdicos, a exemplo do Canto de Amergin e poemas de Taliesin, e também a personagens de contos e encantamentos, como selkies e donzelas-cisnes, além do folclore de bruxas.
Pwyll foi transformado por Arawn na própria forma de Arawn, e Arawn se transformou na forma de Pwyll, para que eles pudessem trocar de lugar por um ano e um dia.
Llwyd ap Cil Coed transformou sua esposa e assistentes em ratos para atacar uma plantação em vingança; quando sua esposa é capturada, ele se transforma em três clérigos sucessivamente para tentar pagar um resgate.
A fabulosa Mathonwy e Gwydion transformam flores em uma mulher chamada Blodeuwedd, e quando ela trai seu marido Lleu Llaw Gyffes , que se transforma em uma águia, eles a transformam novamente, em uma coruja.
Gilfaethwy cometeu estupro com a ajuda de seu irmão Gwydion. Ambos foram transformados em animais, por um ano cada. Gwydion foi transformado em cerva, porca e lobo, e Gilfaethwy em cervo, porco e loba. Cada ano, eles tinham um filho. Math transformou os três jovens animais em meninos.
Gwion, tendo acidentalmente tomado um pouco da poção da sabedoria que Ceridwen estava preparando para seu filho, fugiu dela através de uma sucessão de mudanças, as quais ela respondeu com mudanças próprias, terminando com ele sendo comido na forma de um grão de milho, por ela como galinha. Ela ficou grávida e ele renasceu em uma nova forma, como Taliesin.
Existem muitas histórias sobre a selkie, uma foca que pode remover sua pele para ficar com aparência humana e fazer contato com humanos por apenas um curto período de tempo antes de retornar ao mar. Os mitos da fundação do clã MacColdrum de Uist incluem uma união entre o fundador do clã e uma selkie metamorfa. Outra criatura é a selkie escocesa, que precisa de sua pele de foca para recuperar sua forma. Em A Grande Seda de Sule Skerry, o selkie(masculino) seduz uma mulher humana. Essas histórias em torno dessas criaturas geralmente são tragédias românticas.
A mitologia escocesa apresenta metamorfos, o que permite a várias criaturas enganar, ludibriar, caçar e matar humanos. Espíritos da água, como o each-uisge, que habitam lagos e rios na Escócia, apareciam como um cavalo ou um jovem. Outros contos incluem kelpies que emergem de lagos e rios disfarçados de cavalo ou mulher para apanhar e matar viajantes cansados. Tam Lin, um homem capturado pela Rainha das Fadas, é transformado em todos os tipos de feras antes de ser resgatado. Ele finalmente se transformou em um carvão em chamas e foi jogado em um poço, quando reapareceu em sua forma humana. O motivo de capturar uma pessoa segurando-a em todas as formas de transformação é um fio condutor comum emcontos populares.
Talvez o mito irlandês mais conhecido seja o de Aoife, que transformou seus enteados, os Filhos de Lir, em cisnes para se livrar deles. Da mesma forma, no Tochmarc Étaíne, Fuamnach zelosamente transforma Étaín em uma borboleta. O exemplo mais dramático de mudança de forma no mito irlandês é o de Tuan mac Cairill, o único sobrevivente da colonização de Partholón na Irlanda. Em seus séculos de vida, ele se tornou sucessivamente um veado, um javali, um falcão e finalmente um salmão antes de ser comido e (como na Corte de Étaín) renascer como humano.
O Púca é uma fada celta, e também um metamorfo hábil. Ele pode se transformar em muitas formas diferentes e aterrorizantes.
Sadhbh, a esposa do famoso herói Fionn mac Cumhaill, foi transformada em um cervo pelo druida Fer Doirich quando ela rejeitou seus interesses amorosos.

### Mitologia Nórdica
Há uma quantidade significativa de literatura sobre metamorfos que aparece em uma variedade de contos nórdicos.
Na Lokasenna, Odin e Loki se insultam por terem assumido a forma de fêmeas e filhos amamentando que deram à luz. Uma Edda do século XIII relata Loki assumindo a forma de uma égua para carregar o corcel de Odin, Sleipnir, que foi o cavalo mais rápido que já existiu, e também a forma de uma loba para carregar Fenrir.
Svipdagr irritou Odin, que o transformou em um dragão. Apesar de sua aparência monstruosa, sua amante, a deusa Freia, recusou-se a sair de seu lado. Quando o guerreiro Hadding encontrou e matou Svipdagr, Freia o amaldiçoou a ser atormentado por uma tempestade e evitado como uma praga onde quer que fosse. No Hyndluljóð, Freia transformou seu protegido Óttar em um javali para escondê-lo. Ela também possuía uma capa de penas de falcão que permitia que ela se transformasse em um falcão, que Loki pegava emprestado na ocasião.
A saga Volsunga contém muitos personagens que mudam de forma. A mãe de Siggeir se transformou em lobo para ajudar a torturar seus cunhados derrotados com mortes lentas e vergonhosas. Quando um, Sigmund, sobreviveu, ele e seu sobrinho e filho Sinfjötli mataram homens vestindo peles de lobo; quando eles próprios vestiram as peles, foram amaldiçoados a se tornarem lobisomens.
O anão Andvari é descrito como sendo capaz de se transformar magicamente em um pique. Alberich, seu homólogo no Anel do Nibelungos de Richard Wagner, usando o Tarnhelm, assume muitas formas, incluindo uma serpente gigante e um sapo, em uma tentativa fracassada para impressionar ou intimidar Loki e Odin / Wotan.
Fafnir era originalmente um anão, um gigante ou mesmo um humano, dependendo do mito exato, mas em todas as variantes ele se transformou em um dragão - um símbolo de ganância - enquanto guardava seu tesouro ilícito. Seu irmão, Ótr, gostava de passar o tempo como uma lontra, o que o levou a ser morto acidentalmente por Loki.
Na Escandinávia existia, por exemplo, a famosa raça de lobisomens conhecida com o nome de Maras, mulheres que assumiam o aspecto da noite à procura de enormes monstros meio-humanos e meio-lobos. Se uma grávida esticar a placenta que envolve o potro quando é gerado entre quatro gravetos e se arrasta nua por ele à meia-noite, ela terá filhos sem dor; mas todos os meninos serão xamãs, e todas as meninas Maras.
O Nisse às vezes é considerado um metamorfo. Essa característica também é atribuída a Huldra .
Gunnhild, Mãe dos Reis (Gunnhild konungamóðir) (c. 910 - c. 980), uma figura quase histórica que aparece nas Sagas islandesas, segundo a qual ela era a esposa de Eric Bloodaxe , foi creditada com poderes mágicos - incluindo o poder de mudar de forma e se transformar à vontade em um pássaro. Ela é a personagem central do romance Mother of Kings de Poul Anderson, que elabora consideravelmente sobre suas habilidades de metamorfose.

### Outras tradições

#### Armênia
Na mitologia armênia, os metamorfos incluem o Nhang, um monstro serpentino do rio que pode se transformar em uma mulher ou foca, e afogar os humanos e então beber seu sangue; ou o benéfico Shahapet, um espírito guardião que pode aparecer como um homem ou uma cobra.

#### Indiana
A mitologia indiana antiga fala das Naga, cobras que às vezes podem assumir a forma humana. As escrituras descrevem Rakshasa (demônios) que mudam de forma, assumindo formas animais para enganar os humanos. O Ramayana também inclui os Vanara, um grupo de humanóides simiescos que possuíam poderes sobrenaturais e podiam mudar suas formas.
As ioginis foram associadas ao poder de transformar-se em fêmeas.
Na fábula indiana The Dog Bride from Folklore of the Santal Parganas, de Cecil Henry Bompas, um pastor de búfalos se apaixona por um cachorro que tem o poder de se transformar em mulher durante o banho.
Em Querala, havia uma lenda sobre o clã Odiyan, que no folclore de lá são os homens que possuem habilidades de metamorfose e podem assumir formas animais. Diz-se que os Odiyanos habitaram a região de Malabar em Kerala antes do uso generalizado de eletricidade.

#### Filipina
A mitologia filipina inclui o Aswang, um monstro vampírico capaz de se transformar em morcego, um grande cachorro preto, um gato preto, um javali preto ou alguma outra forma para perseguir humanos à noite. O folclore também menciona outros seres como os Kapre , os Tikbalang e os Engkanto , que mudam sua aparência para cortejar belas donzelas. Além disso, os talismãs (chamados de "formigueiro" ou "birtud" no dialeto local) podem dar a seus proprietários a capacidade de mudar de forma. Em um conto, Chonguita the Monkey Wife, uma mulher é transformada em um macaco, só se tornando humana novamente se ela puder se casar com um homem bonito.

#### Tártara
O folclore tártaro inclui Yuxa, uma cobra de cem anos que pode se transformar em uma bela jovem e busca casar-se com homens para ter filhos.

#### Chinesa
A mitologia chinesa contém muitos contos de metamorfos animais, capazes de assumir a forma humana. O troca-formas mais comum é o huli jing, um espírito de raposa que geralmente aparece como uma bela jovem; a maioria é perigosa, mas algumas aparecem como heroínas de histórias de amor.

#### Japonesa
No folclore japonês, os ōbake são um tipo de yōkai com a capacidade de mudar de forma. A raposa, ou kitsune, está entre as mais conhecidas, mas outras dessas criaturas incluem o bakeneko, o mujina e o tanuki.

#### Coreana
A mitologia coreana também contém uma raposa com a habilidade de mudar de forma. Ao contrário de suas contrapartes chinesas e japonesas, o kumiho é sempre malévolo. Normalmente sua forma é de uma bela jovem; uma história narra um homem, um aspirante a sedutor, revelado como um kumiho. O kumiho tem nove caudas e como ela deseja ser uma humana completa, ela usa sua beleza para seduzir homens e comer seus corações (ou em alguns casos fígados onde a crença é de que 100 fígados a transformariam em um humano real) .

#### Somali
Na mitologia somali, Qori ismaris ("Aquele que se esfrega com uma vareta") era um homem que podia se transformar em um " hienisomem " esfregando-se com um bastão mágico ao anoitecer e, ao repetir esse processo, podia retornar ao seu estado humano antes do amanhecer.

#### Sul-africana
ǀKaggen é Louva-a-deus, um demiurgo e herói popular do povo ǀXam do sul da África. Ele é um deus trapaceiro que pode mudar de forma, geralmente assumindo a forma de um louva-a-deus, mas também um antílope elã, um piolho, uma cobra e uma lagarta.

#### De Trinidad e Tobago
O Ligahoo ou loup-garou é o metamorfo do folclore de Trinidad e Tobago. Acredita-se que essa habilidade única seja transmitida por algumas famílias crioulas antigas e geralmente é associada a feiticeiros e praticantes de magia africana.

#### Mapuche (Argentina e Chile)
O nome do Lago Nahuel Huapi na Argentina deriva do topônimo de sua ilha principal em Mapudungun (língua Mapuche): "Ilha da Onça (ou Puma)", de nahuel, "puma (ou onça)", e huapí, " ilha". Entretanto a palavra "Nahuel" também pode significar "um homem que por feitiçaria foi transformado em um puma(ou onça)".

#### Na Mitologia Eslava
Na mitologia eslava, um dos principais deuses, Veles, era um deus mutante dos animais, da magia e do submundo. Ele era frequentemente representado como um urso, lobo, cobra ou coruja. Ele também se tornou um dragão enquanto lutava contra Perun, o deus eslavo da tempestade.

### Contos populares
- No conto finlandês O Pássaro Mágico, três jovens feiticeiras tentam assassinar um homem que vive revivendo. Sua vingança é transformá-los em três éguas negras e prendê-los a cargas pesadas até que ele esteja satisfeito.
- Em The Laidly Worm of Spindleston Heugh, uma lenda da Nortúmbria por volta do século XIII, a Princesa Margaret de Bamburgh é transformada em dragão por sua madrasta; seu motivo surgiu, como o da madrasta de Branca de Neve, da comparação de sua beleza.[27]
- Na balada infantil 35, " Allison Gross ", a bruxa do título transforma um homem em um ancião por se recusar a ser seu amante. Este é um motivo encontrado em muitas lendas e contos populares.[28]
- No conto alemão The Frog's Bridegroom, registrado pelo folclorista e etnógrafo Gustav Jungbauer , o terceiro dos três filhos de um fazendeiro, Hansl, é forçado a se casar com um sapo, que eventualmente se revela uma bela mulher transformada por um feitiço.
- Em algumas variantes dos contos de fadas, tanto O Príncipe Sapo ou, mais comumente, A Princesa e Fera Sapo , de A Bela e a Fera , são transformados como uma forma de punição por alguma transgressão. Ambos são restaurados às suas verdadeiras formas depois de ganhar o amor de um humano, apesar de sua aparência.
- No conto folclórico mais famoso da Lituânia, Eglė, a Rainha das Serpentes , Eglė transforma irreversivelmente seus filhos e a si mesma em árvores como punição por traição, enquanto seu marido é capaz de se transformar reversivelmente em uma serpente à vontade.
- Em Leste do Sol e Oeste da Lua, o herói é transformado em urso por sua madrasta malvada , que deseja forçá-lo a se casar com sua filha.[29]
- Em A Rainha Marmota, de Italo Calvino, uma rainha espanhola é transformada em roedor por Morgana le Fay.
- Em O Pesadelo do Necromante, um conto italiano de Turim de Guido Gozzano, a princesa da Corelândia é transformada em um cavalo pelo barão necromante por se recusar a se casar com ele. Só o amor e a inteligência de Cândido salvam a princesa do feitiço.
- O Cervo na Floresta, um conto napolitano escrito por Giambattista Basile, descreve a transformação da Princesa Desiderata em uma corça por uma fada ciumenta.
- Extraído de um livro de contos croata, Sixty Folk-Tales from Exclusively Slavonic Sources de AH Wratislaw, a fábula intitulada "A loba" conta a história de uma enorme loba com o hábito de se transformar em mulher de vez em quando ao decolar a pele dela. Um dia, um homem testemunha a transformação, rouba sua pele e se casa com ela.
- Os filhos do comerciante é uma história finlandesa de dois irmãos, um dos quais tenta ganhar a mão da filha perversa do czar. A menina não gosta de seu pretendente e se esforça para matá-lo, mas ele a transforma em uma bela égua que ele e seu irmão cavalgam. No final, ele a transforma de volta em uma garota e se casa com ela.
- Em Dapplegrim, se o jovem encontrasse a princesa transformada duas vezes e se escondesse dela duas vezes, eles se casariam.
- No conto de fadas literário The Beggar Princess, a fim de salvar seu amado príncipe, a princesa Yvonne cumpre as tarefas do cruel rei Ironheart e é transformada em uma velha.[30]

## Temas
A mudança de forma pode ser usada como um recurso de enredo, como quando o Gato de Botas nos contos de fadas engana o ogro para se tornar um rato para ser comido. Mudança de forma também pode incluir significado simbólico, como a transformação da Fera em A Bela e a Fera indica a capacidade de Bela de aceitá-lo apesar de sua aparência.
Quando uma forma é assumida involuntariamente, o efeito temático pode ser de confinamento e contenção; a pessoa está ligada à nova forma. Em casos extremos, como petrificação, o personagem é totalmente desativado. Por outro lado, a mudança de forma voluntária pode ser um meio de fuga e liberação. Mesmo quando a forma não é assumida para se assemelhar a uma fuga literal, as habilidades específicas da forma permitem que o personagem aja de uma maneira que antes era impossível.
Exemplos disso estão nos contos de fadas. Um príncipe que é forçado a assumir a forma de urso (como no Leste do Sol e Oeste da Lua) é um prisioneiro, mas uma princesa que assume a forma de um urso voluntariamente para fugir de uma situação (como em A Ursa) escapa com sua nova forma. Nos livros Earthsea, Ursula K. Le Guin descreve uma forma animal que transforma lentamente a mente do mago, de modo que o golfinho, urso ou outra criatura se esquece que era humano, tornando impossível voltar atrás. Isso é um exemplo de uma mudança de forma voluntária que se torna uma metamorfose aprisionadora. Além disso, os usos de mudança de forma, transformação e metamorfose na ficção são tão multiformes quanto as formas que os personagens assumem. Alguns são raros, como "O Príncipe das Canárias", de Italo Calvino, é uma variante de Rapunzel em que a mudança de forma é usada para obter acesso à torre.

### Transmorfoses punitivas
Em muitos casos, as formas impostas são punitivas por natureza. Esta pode ser uma punição justa, a natureza da transformação condizente com o crime para o qual ocorre; em outros casos, a forma é imposta injustamente por uma pessoa raivosa e poderosa. Nos contos de fadas, essas transformações são geralmente temporárias, mas comumente aparecem como a resolução de mitos(como em muitas das Metamorfoses) ou produzem mitos de origem .

### Perseguição de transformação
Em muitos contos de fadas e baladas, como em Balada Infantil #44, The Twa Magicians ou Farmer Weathersky, uma perseguição mágica ocorre onde o perseguido incessantemente assume formas em um esforço para se livrar do perseguidor, e o perseguidor responde mudando de forma, como, a pomba responde com o falcão e a lebre com o galgo. O perseguido pode finalmente conseguir escapar ou o perseguidor na captura.
O conto de fadas dos Irmãos Grimm, Foundling-Bird, contém isso como a maior parte do enredo. Na coleção Fábulas da Campânia Italiana de Pentamerone, de Gianbattista Basile, conta a história de uma princesa napolitana que, para escapar de seu pai que a aprisionou, se torna uma enorme ursa. A magia acontece devido a uma poção dada a ela por uma velha bruxa. A garota, uma vez morta, pode recuperar seu aspecto humano.
Em outras variantes, o perseguido pode transformar vários objetos em obstáculos, como no conto de fadas "A Donzela Mestra", onde a Donzela Mestra transforma um favo de madeira em uma floresta, um pedaço de sal em uma montanha e um frasco de água em um mar. Nesses contos, o perseguido normalmente escapa após superar três obstáculos. Esta perseguição de obstáculos é literalmente encontrada em todo o mundo, em muitas variantes em todas as regiões.
Nos contos de fadas do tipo 313A de Aarne-Thompson, The Girl Helps the Hero Flee, essa perseguição é parte integrante do conto. Pode ser uma perseguição de transformação (como em O Príncipe Grato, Rei Kojata, Pássaro Enjeitado, Jean, o Soldado e Eulalie, a Filha do Diabo ou Os Filhos dos Dois Reis ) ou uma perseguição de obstáculo (como em A Batalha dos pássaros, A Pomba Branca ou A Empregada Doméstica).
Em um efeito semelhante, um cativo pode mudar de forma para se livrar dele. A mudança de forma de Proteu e Nereu foi para evitar que heróis como Menelau e Hércules lhes arrancassem informações. Tam Lin, uma vez capturado por Janet, foi transformado pelas fadas para impedir que Janet o levasse, mas como ele a aconselhou, ela não o soltou e assim o libertou. O motivo de capturar uma pessoa segurando-a por muitas transformações é encontrado em contos populares em toda a Europa, e Patricia A. McKillip faz referência a ele em sua trilogia Riddle-Master: um Earthmaster metamorfo finalmente ganha sua liberdade assustando o homem que o segura.

### Poderes
Um dos motivos é uma mudança de forma para obter habilidades na nova forma. Os furiosos foram obrigados a se transformar em lobos e ursos para lutar com mais eficácia. Em muitas culturas, os mágicos malignos podem se transformar em formas de animais e, assim, se esquivar.
Em muitos contos de fadas, o ajudante animal falante do herói prova ser um ser humano transformado, capaz de ajudá-lo em sua forma animal. Em uma variação, apresentada em Os Três Príncipes Encantados e A Morte de Koschei, o Imortal, as três irmãs do herói foram casadas com animais. Estes provam ser homens metamorfos, que ajudam seu cunhado em uma variedade de tipos de contos.
Em um texto maia antigo, O Metamorfo, ou Mestaclocan, tem a habilidade de mudar sua aparência e manipular as mentes dos animais. Em um conto, o Mestaclocan encontra uma águia moribunda. Transformando-se em águia, ele convence o pássaro moribundo de que, de fato, não está morrendo. Conforme a história continua, os dois voam para o céu e viveram juntos pela eternidade.

### Bildungsroman
A Bela e a Fera foi interpretada como a maioridade de uma jovem mulher, em que ela deixa de sentir repulsa pela atividade sexual e considera um marido, portanto bestial, para uma mulher madura que pode se casar.

### Itens necessários
Alguns metamorfos são capazes de mudar de forma apenas se tiverem algum item, geralmente uma peça de roupa. Em Bisclavret de Marie de France , um lobisomem não pode recuperar a forma humana sem suas roupas, mas na forma de lobo não faz mal a ninguém. O uso mais comum desse motivo, no entanto, é em contos em que um homem rouba o artigo e força o metamorfo, preso em forma humana, a se tornar sua noiva. Isso dura até que ele descubra onde o homem escondeu o artigo e pode fugir. Selkies aparecem nesses contos. Outros incluem donzelas-cisnes e os tennins japoneses .
A escritora sueca Selma Lagerlöf, em As Aventuras Maravilhosas de Nils, incluiu uma versão da história com os elementos típicos (pescador vê sereias dançando em uma ilha e rouba a pele de foca de uma delas, impedindo-a de se tornar foca novamente para que pudesse casar com ela) e vinculou-a à fundação da cidade de Estocolmo.

### Conflito interno
O poder de transformar externamente pode simbolizar uma selvageria interna; um tema central em muitas vertentes da mitologia do lobisomem, e a inversão do tema da "libertação", como na transformação do Dr. Jekyll em Mr. Hyde(que por sua vez inspirou o tropo do cientista se transformando em monstro, como acontece com o Dr.º Bruce Banner/Hulk.

### Usurpação
Algumas transformações são realizadas para retirar a vítima de seu lugar, para que o transformador a possa usurpar. A esposa de Bisclaveret rouba suas roupas e o prende na forma de lobo porque ela tem um amante. Uma bruxa, em O Vidoeiro Maravilhoso , transformou uma mãe em uma ovelha para tomar seu lugar, e mandou matar a mãe; quando a enteada se casou com o rei, a bruxa a transformou em rena para colocar a filha no lugar da rainha. N’A Transformação Coreana da Kumiho, uma kumiho, uma raposa com poderes mágicos, transformou-se na imagem duma noiva, só sendo detectada quando sua roupa é retirada. Em Irmão e Irmã, quando duas crianças fogem de sua madrasta cruel, ela encanta os riachos ao longo do caminho para transformá-los. Enquanto o irmão se abstém dos dois primeiros, que ameaçam transformá-los em tigres e lobos, ele fica com muita sede no terceiro, o que o transforma em um cervo. Os Seis Cisnes são transformados em cisnes por sua madrasta, como os Filhos de Lir na mitologia irlandesa.

### Desejos imprudentes
Muitos personagens de contos de fadas expressaram desejos imprudentes de ter qualquer filho, mesmo um que tenha outra forma, e de ter filhos assim. No final do conto de fadas, normalmente após o casamento, essas crianças se metamorfoseiam na forma humana. Hans My Hedgehog nasceu quando seu pai desejou ter um filho, até mesmo um ouriço. Formas ainda mais estranhas são possíveis: Giambattista Basile incluiu em seu Pentamerone a história de uma menina nascida como um ramo de murta, e Italo Calvino, em seus Contos Populares Italianos, uma menina nascida como uma maçã.
Às vezes, o pai que deseja um filho é informado de como obter um, mas não obedece às instruções perfeitamente, resultando no nascimento transformado. Em Prince Lindworm, a mulher come duas cebolas, mas não descasca uma, resultando em seu primeiro filho sendo um lindworm. Em Fraternidade, uma mulher magicamente produz duas flores, mas desobedece às instruções para comer apenas a bela, resultando em uma filha linda e doce, mas somente depois de uma nojenta e horrível.
Menos comumente, desejos imprudentes podem transformar uma pessoa após o nascimento. Os Sete Corvos são transformados quando seu pai pensa que seus filhos estão brincando em vez de buscar água para batizar sua irmã recém-nascida e doente, e os amaldiçoa. Em Puddocky, quando três príncipes começam a brigar pela bela heroína, uma bruxa a amaldiçoa por causa do barulho.

### Noiva/o monstruosa/o
Essas criaturas desejadas podem se tornar noivas ou noivos monstruosos. Esses contos costumam ser interpretados como uma representação simbólica de casamentos arranjados; a repulsa da noiva em se casar com um estranho sendo simbolizada por sua forma bestial.
A heroína deve se apaixonar pelo noivo transformado. O herói ou heroína deve se casar, conforme prometido, e a forma monstruosa é removida pelo casamento. Sir Gawain assim transformou a senhora Loathly; embora lhe dissessem que estava no meio do caminho, ela poderia, a seu critério, ser bonita de dia e hedionda à noite, ou vice-versa, ele disse que escolheria o que ela preferisse, o que quebrou totalmente o encanto. Em Tatterhood, Tatterhood é transformada por ela perguntar a seu noivo por que ele não perguntou por que ela montava uma cabra, por que ela carregava uma colher, e por que ela era tão feia, e quando ele perguntou a ela, negou e portanto transformando sua cabra em cavalo, sua colher em leque e ela mesma em uma beldade. Puddockyse transforma quando seu príncipe, depois de ela tê-lo ajudado em duas outras tarefas, diz a ele que seu pai o mandou como noiva. Um efeito semelhante é encontrado na balada infantil 34, Kemp Owyne, onde o herói pode transformar um dragão de volta em donzela beijando-a três vezes.
Às vezes, o noivo tira sua pele de animal para a noite de núpcias, quando então ela pode ser queimada. Hans My Hedgehog, O Burro e O Rei Porco se enquadram neste grupo. No extremo, no príncipe Lindworm, a noiva que evita ser comida pelo noivo da tília chega ao casamento usando todos os vestidos que possui e diz ao noivo que tirará um dos dela se ele tirar um dos dele; somente quando o último vestido dela sai é que ele remove sua última pele e se torna uma forma branca que ela pode transformar em um homem.
Em alguns contos, o herói ou heroína deve obedecer a uma proibição; a noiva deve passar um período de tempo sem ver o noivo transformado em forma humana (como em Leste do Sol e Oeste da Lua), ou o noivo não deve queimar as peles dos animais. Em O Urso Pardo da Noruega, O Caranguejo Dourado, A Cobra Encantada e algumas variantes de A Princesa Sapo, queimar a pele é uma catástrofe, colocando em perigo a noiva ou o noivo transformado. Nesses contos, a proibição é quebrada, invariavelmente, resultando em separação e busca de um cônjuge pelo outro.

### Morte
Fantasmas às vezes aparecem em forma animal. Em A famosa flor dos servos, o marido assassinado da heroína aparece para o rei como uma pomba branca, lamentando seu destino sobre seu próprio túmulo. Em A Noiva Branca e Negra e Os Três Meninos na Floresta, a noiva verdadeira assassinada - afogada reaparece como um pato branco. Em The Rose Tree e The Juniper Tree, as crianças assassinadas tornam-se pássaros que vingam a própria morte. Existem contos folclóricos africanos sobre vítimas de assassinato que se vingam na forma de crocodilos que podem se transformar em humanos.
Em alguns contos de fadas, o personagem pode se revelar em todas as novas formas, e então um usurpador mata repetidamente a vítima em todas as novas formas, como em A bela e cara de pústula, Um colar de pérolas entrelaçadas com flores douradas e Os meninos com as Estrelas . Isso eventualmente leva a uma forma na qual o personagem (ou personagens) pode revelar a verdade para alguém capaz de parar o vilão.
Da mesma forma, a transformação de volta pode ser atos que seriam fatais. Em O Leão Ferido, a receita para transformar o leão novamente em príncipe era matá-lo, cortá-lo em pedaços, queimar os pedaços e jogar as cinzas na água. Menos drástico, mas não menos aparentemente fatal, a raposa em O Pássaro de Ouro, os potros em Os Sete Potros e os gatos em Lord Peter e O Gato Branco contam aos heróis dessas histórias para cortar suas cabeças; isso os restaura à forma humana. No conto grego de Cila, o pai de Cila, Nisus, se transforma em uma águia após a morte e afoga sua filha por trair seu pai.

## Na Modernidade

### Ficção
- Em The Princess and Curdie (1883), de George MacDonald , Curdie é informado de que muitos seres humanos, por seus atos, estão lentamente se transformando em bestas. Curdie recebe o poder de detectar a transformação antes que ela seja visível, e é auxiliado por feras que foram transformadas e estão trabalhando para retornar à humanidade.[49]
- Na obra de Tolkien, O Hobbit, aparece o personagem Beorn, o Troca-Peles, que pode mudar sua forma à vontade para a de um grande urso preto e é dito como sendo o último de sua espécie. Embora a origem desse poder não seja explicada, algumas fontes entendem que ele se estende a todos os homens de seu clã, os chamados beornings, que viviam a oeste da Floresta Negra.
- No famoso romance Drácula, escrito em 1897 por Bram Stoker, o vampiro Conde Drácula ataca a tripulação do navio Deméter. Por meio de um diário, o capitão narra o desaparecimento gradual de toda a tripulação. No momento em que a embarcação atraca no porto, um animal parecido com um cachorro grande (que também pode ser entendido como um lobo) é visto saltando em terra para nunca mais ser reencontrado. Em outras adaptações na mídia, o Conde Drácula também pode transformar-se em morcegos ou em ratos.
- L. Frank Baum concluiu A Terra Maravilhosa de Oz (1904) com a revelação de que a Princesa Ozma , procurada pelos protagonistas, havia se transformado em um menino quando bebê, e que Tip (que a procurava) é esse menino. Ele concorda em ter a transformação revertida, mas Glinda, a Boa, desaprova a magia de transformação, então ela é feita pela bruxa malvada Mombi.[50]
- O conto de ficção científica "Who Goes There?", Escrito por John W. Campbell (mais tarde adaptado para o filme como The Thing from Another World e The Thing) trata de uma forma de vida alienígena que se transforma em forma e pode assumir a forma e as memórias de qualquer criatura que absorva.[51]
- T.H. White, no livro de 1938, A Espada na Pedra, mostra Merlin e Madame Mim lutando em um duelo de bruxos, no qual os duelistas se transformariam indefinidamente até que um estivesse em uma forma que pudesse destruir o outro.[52] Ele também fez Merlin transformar Arthur em vários animais como uma experiência educacional.[53]
- NˈAs Crônicas de Nárnia de C.S. Lewis, Eustáquio Scrubb transforma em um dragão[54] e Rabadash em um burro.[55] A transformação de Eustáquio não é estritamente uma punição - a mudança simplesmente revela a verdade de seu egoísmo. É revertido depois que ele se arrepende e sua natureza moral muda. Rabadash tem permissão para reverter sua transformação, desde que o faça em um lugar público, para que seus ex-seguidores saibam que ele era um burro. Ele é avisado de que, se deixar sua capital novamente, se tornará um burro para sempre, e isso o impede de liderar novas campanhas militares.
- Na DC Cômics, tal como em suas versões live-action, inúmeras figuras são capazes de assimilar a aparência de outras coisas e seres, como o Homem-Borracha, capaz de usar seus poderes elásticos mimetizar qualquer forma.
- Ambos os Mestres da Terra e seus oponentes na trilogia The Riddle-Master of Hed de 1976 de Patricia A. McKillip fazem uso extensivo de suas habilidades de metamorfose para os poderes de suas novas formas.[56]
- Os livros de fantasia contemporânea de James A. Hetley, Dragon's Eye e Dragon's Teeth, centram-se na família Morgan de Stonefort, Maine- americanos de hoje que são secretamente capazes de se transformar em focas à vontade(e fazendo uso extensivo dessa habilidade em suas lutas com vários outros personagens).
- Na série Entre os Estados de Sean Catt, o personagem principal Jake Palmer é um metamorfo puma. Palmer, sequestrado na rua em seus vinte e poucos anos, é forçado a trabalhar como um ativo embora relutante(assassino) para uma unidade secreta da CIA, Black Ops que usa metamorfos felinos para a matança extrajudicial de alvos selecionados. A CIA acreditando que ser morto por um grande gato só poderia ser visto como um trágico acidente.
- Nas histórias em quadrinhos da Marvel Comics(bem como em suas adaptações televisivas e cinematográficas) existe uma raça extraterrestre denominada Skrull que possui a habilidade de se transmorfosear em qualquer pessoa, podendo se disfarçar e usurpar seus lugares sem que nem mesmo os familiares mais próximos percebam, às vezes assimilando seus poderes. Na editora também existem inúmeras outras criaturas com essa habilidade, sejam elas heroicas ou vilanescas, como anti-heroína mutante Mística.

### Cultura popular
- No episódio de Doctor Who, "Terror of the Zygons"(1975), os principais antagonistas, chamados de Zygons, podem se transformar em humanos e outros animais (como cavalos). No entanto, eles precisam manter a pessoa ou animal copiado vivo para poder voltar à sua forma natural.[57]
- Star Trek VI: The Undiscovered Country (1991) apresentou uma prisioneira metamorfa que quase matou James Kirk, mas foi morta.
- Em Thunderheart (1992), estrelado por Val Kilmer, o personagem Jimmy Looks Twice foge da captura por mudança de forma em uma série de animais.
- Segundo uma famosa teoria da conspiração, a maioria das celebridades e líderes mundiais são na verdade metamorfos alienígenas meio-lagartos conhecidos como reptilianos.
- Fundadores (Star Trek) nome de uma raça de metamórfica apresentados em Star Trek: Deep Space Nine.
- A Saga Crepúsculo também apresenta transmorfos que podem se transformar em lobos e têm força, velocidade, temperatura corporal e processo de envelhecimento inumanos.[58]
- Na série televisiva da CW ‘‘DC′s Legends of Tomorrow’’ A Deusa do Destino Cloto é inicialmente introduzida com uma transmorfadora chamada Charlie e se une à equipe principal em suas peripécias mágicas e de viagens no tempo após ser aprisionada na forma de uma de suas antigas integrantes, perder a habilidade de transfiguração e quase ser literalmente mandada para o Inferno. Depois é revelada como uma das Moiras cuja verdadeira forma vai além da compreensão humana e que, para fugir de suas irmãs que queriam controlar a humanidade, assumiu forma de uma mulher.
- Em Star Wars: Episódio II - Ataque dos Clones (2002), Zam Wesell tenta assassinar Padme Amidala. quando Zam foge, Anakin a persegue e descobre que ela é uma metamorfa. Zam Wesell retorna à sua forma natural quando seu empregador a assassina.
- O álbum de estreia da banda americana Nahr Alhumam é chamado ‘‘Transmogrification’’, contém temas em torno da transformação física e espiritual da Terra como um planeta.[59]
- Um ser transmórfico não-binário com traços reptilianos que se chama Double Trouble (Encrenca Dupla) é uma personagem recorrente na série animada She-Ra e as Princesas do Poder, onde apresenta uma personalidade e moral tão mutável e adaptável quanto sua própria aparência, chegando a se metamorfosear em uma garotinha para extrair informações das protagonistas discretamente e depois num clone do vilão para poder espioná-lo; tendo seu prazer em revelar sua identidade depois de um tempo e pedir críticas às pessoas que engana como se houvesse feito uma performance de atuação.
- Em Supernatural, os metamorfos são criaturas recorrentes da série. um metamorfo apareceu pela primeira vez na 1.ª temporada, Episódio 6, intitulado "Pele".